# Jacques Féret
Pour les articles homonymes, voir Féret.
Jacques Féret, né le 9 juin 1922 à Paris et mort dans cette même ville le 22 décembre 2002, est un pilote de rallye français auvergnat, qui concourut, entre 1951 et 1964, sur Renault 4CV, de 1951 et 1956 (3 Tours de France automobile, et 2 Mille Miglia (vainqueur de sa classe en 1956)), Renault Dauphine Spéciale en 1957-1958, Alpine A106 de 1958 (13e au Tour de France ; 3 participations) à 1963, et enfin Alpine A110 en 1964 (Tour de France et Targa Florio).
Il participa aussi aux 24 Heures du Mans en 1960, sur Fiat-Abarth 850S Bialbero 0.8L I4 avec le suisse Tony Spychiger. En 1964, il s'engage sur Alpine M63 avec Pierre Orsini (vainqueur des Tours de Corse 1959 et 1962, sur Renault Dauphine) et Jacques Cheinisse mais un accident dès les essais ne lui permet pas de participer à la course.
En 1965, il entre chez Renault comme responsable du service compétition.

## Palmarès
- Vice-champion de France des rallyes catégorie Grand Tourisme, en 1963 sur Alpine A110[2];
- Liège-Sofia-Liège: 1956 en vainqueur de classe, sur Renault 4CV
- Rallye automobile Monte-Carlo: 1958 (copilote Guy Monraisse (en), sur Renault Dauphine Spéciale modèle 1091)
- Tour de Corse: 1958 (copilote G.Monraisse, sur Renault Dauphine Spéciale modèle 1091; 3e de l'épreuve en 1964 sur R8 Gordini)
- Liège-Rome-Liège: 1959 (avec G.Monraisse, sur Renault Dauphine Spéciale modèle 1091(covainqueur)
- Rallye du Mont-Blanc: 1960 (avec G.Monraisse, sur Alpine A106)

(nb: bien que seul pilote arrivé dans les temps impartis à la Coupe des Alpes 1958, il est éliminé pour cause de défaillance de la pendule de pointage)